# Tomi Göttlich
Thomas Göttlich (Hessen, Njemačka, 4. listopada 1967.) je njemački heavy metal basist. Najpoznatiji je kao basist sastava Grave Digger i Rebellion. Prije svirao je s Grave Diggerom, bio je član sastava Asgard i Exray. Godine 1991. pridružio se sastavu Grave Digger gdje je svirao do 1997. Godine 2001. s Uweom Lulisom osnovao je sastav Rebellion. S pjevačem Michaelom Seifertom jedini je preostali izvorni član sastava koji se pojavio na svim albumima.

## Diskografija
Grave Digger
- The Reaper (1993.)
- Symphony of Death (1994.)
- Heart of Darkness (1995.)
- Tunes of War (1996.)

Rebellion
- Shakespeare's Macbeth – A Tragedy in Steel (2002.)
- Born a Rebel (2003.)
- Sagas of Iceland – The History of the Vikings – Volume I (2005.)
- Miklagard – The History of the Vikings – Volume II (2007.)
- Arise: From Hinnungagap to Ragnarök – The History of the Vikings Volume III (2009.)
- Arminius: Furor Teutonicus (2012.)
- Wyrd bid ful Aræd – The History of the Saxons (2015.)
- A Tragedy in Steel Part II: Shakespeare's King Lear (2018.)
- We Are the People (2021.)